# Platz eins
Platz eins ist ein Song des deutsch-schwedischen Metalprojekts Lindemann aus dem Jahr 2019. Es erschien im Februar 2020 als sechste und letzte Singleauskopplung aus dem Album F & M.

## Hintergrund
Der Song wurde von den beiden Lindemann-Mitgliedern Till Lindemann und Peter Tägtgren geschrieben. Tägtgren komponierte die Musik und produzierte den Song, während Till Lindemann für den Text verantwortlich zeichnete. Der Text behandelt einen größenwahnsinnigen Star, der alleine im Rampenlicht steht.

## Veröffentlichung
Der Song erschien am 22. November 2019 als zehnter Titel auf dem Album F & M. Die Single wurde am 7. Februar 2020 begleitend zum Musikvideo veröffentlicht und beinhaltet eine leicht veränderte Version. Single und Musikvideo sind eine Einheit mit der Single Till the End von Till Lindemanns Sideproject Na Chui.
Eine Liveversion des Songs erschien auf dem Live- beziehungsweise Videoalbum Live in Moscow, das am 21. Mai 2021 veröffentlicht wurde. Dabei handelt es sich um einen Mitschnitt des Konzertes am 15. März 2020 in Moskau.

## Musikvideo
Wie bereits beim kontroversen Clip zu Knebel führte Zoran Bihać Regie. Einen ersten Teaser veröffentlichte Lindemann als F & M in der Veröffentlichungswoche Platz eins der deutschen Albencharts erreichte.
Das Video wurde am 4. Februar 2020 auf YouTube in einer zensierten Fassung veröffentlicht. An der Produktion des Clips sollen mehr als 40 freiwillige und professionelle Pornodarstellerinnen beteiligt gewesen sein. Die Dreharbeiten sollen in Prag, Moskau und New York City an etwa 15 Drehtagen stattgefunden haben. Die russischen Darstellerinnen sollen im Anschluss im Netz bedroht worden sein. Zeitgleich fand auch die Produktion des Videoclips zu Till the End statt. Eine unzensierte Version erschien gleichzeitig über die Porno-Streaming-Plattform Visit-X. Die unzensierte Fassung war zum Veröffentlichungsdatum bezahlungspflichtig.
Das Musikvideo enthält, wie bei der Band Lindemann üblich, eine Mischung aus Szenen aus den Bereichen Gore, Horror und Porno. Es zeigt zunächst Lindemann als Hotelier verkleidet. Er entführt mehrere junge Frauen und sperrt sie in Käfige. Es folgen Passagen, in denen der Sänger nur als Torso (mit entfernten Gliedmaßen) auf dem Krankenbett liegend zu sehen ist. Am Ende folgen eine Minute lang Hardcore-Porno-Szenen, bei denen Lindemann mit mehreren Frauen Sex im Hotelzimmer hat. Dabei befriedigt er eine Frau mit einem Dildo, hat passiven Oralverkehr sowie aktiven Gruppensex. Währenddessen spielt Tägtgren auf einer leicht bekleideten Frau Synthesizer. Am Ende erwacht Lindemann als Torso in seinem Krankenbett. In der zensierten Fassung sind die Sexszenen durch schwarze Balken mit der Aufschrift Visit-X unkenntlich gemacht.
Im Nachgang veröffentlichte Till Lindemann am 14. April 2020 das Video zu Till the End, in dem weitaus explizitere Pornoszenen zu sehen sind. Die beiden Videos sind über stilistische Elemente, wie Lindemann-Masken sowie über die Darstellerinnen miteinander verbunden.